# RBW의 음반
이 문서는 RBW에서 발매한 음반 목록이다. 힙합 레이블인 All Right Music과 산하 레이블인 Cloud R하고 같이 넣을 수도 있다.

## 2010년대
- 2014년 1월 9일 마마무 - [Digital Single] 행복하지마[1]
- 2014년 2월 11일 마마무 - [Digital Single] 썸남썸녀[2]
- 2014년 5월 30일 마마무 - [Digital Single] 히히하헤호[3]
- 2014년 6월 18일 마마무 - Hello
- 2014년 7월 18일 마마무 - 연애말고 결혼 OST Part.2[4]
- 2014년 9월 17일 오브로젝트 - [Digital Single] 오브로젝트`s Best Friend
- 2014년 9월 18일 마마무 - 내겐 너무 사랑스러운 그녀 OST Part.1[5]
- 2014년 11월 21일 마마무 - Piano Man
- 2015년 2월 6일 마마무 - 스파이 OST Code No.4
- 2015년 4월 2일 마마무 - [Digital Single] AHH OOP![6]
- 2015년 4월 15일 오브로젝트 - [Digital Single] 거짓말이잖아
- 2015년 5월 28일 솔라 - [Digital Single] DOKKUN Project Part.4[7]
- 2015년 6월 19일 마마무 - Pink Funky
- 2015년 8월 13일 마스 - [Digital Single] 나비,꽃을 찾다[8]
- 2015년 8월 15일 베이식 - 쇼미더머니 4 Episode 4[9]
- 2015년 8월 22일 베이식 - 쇼미더머니 4 Episode 5[10]
- 2015년 8월 29일 베이식 - 쇼미더머니 4 Episode 6[11]
- 2015년 9월 5일 베이식 - 쇼미더머니 4 Episode 7[12]
- 2015년 9월 16일 마마무 - 이니시아 네스트 OST
- 2015년 10월 5일 베이식 - [Digital Single] 베이식 X 릴보이[13]
- 2015년 10월 7일 오브로젝트 - [Digital Single] 가볍게 한잔해
- 2015년 10월 23일 솔라 - [Digital Single] 솔라감성 Part.1
- 2015년 12월 11일 솔라 - [Digital Single] 솔라감성 Part.2
- 2016년 1월 26일 베이식 - [Digital Single] 그 집 앞
- 2016년 1월 29일 마마무 - [Digital Single] I Miss You
- 2016년 2월 4일 브로맨스 - [Digital Single] 벌써 겨울[14]
- 2016년 2월 12일 마마무 - [Digital Single] 1cm의 자존심
- 2016년 2월 12일 오브로젝트 - [Digital Single] Feel So Good[15]
- 2016년 2월 26일 마마무 - Melting
- 2016년 3월 25일 마스 - Feeling Good Day
- 2016년 4월 4일 마마무 - LG G5 & Friends OST
- 2016년 4월 15일 휘인 - [Digital Single] 나르시스 (Narcissus)[16]
- 2016년 5월 11일 마마무 - [Digital Single] 투유 프로젝트  - 슈가맨 Part.30[17]
- 2016년 7월 12일 브로맨스 - The Action
- 2016년 7월 12일 솔라 - [Digital Single] 솔라감성 Part.3
- 2016년 7월 17일 B.O - [Digital Single] Can`t Do Nothing
- 2016년 8월 2일 베이식 - Nice
- 2016년 8월 11일 베이식 - W OST Part.3[18]
- 2016년 8월 31일 마마무 - [Digital Single] Angel,DABDAB
- 2016년 9월 14일 브로맨스 - [Digital Single] 어장관리
- 2016년 9월 19일 코스믹 걸 - [Digital Single] 그럼 뭐해
- 2016년 9월 21일 마마무 - [Digital Single] New York
- 2016년 9월 24일 베이식 - 먹고 자고 먹고 OST[19]
- 2016년 11월 4일 먼데이 키즈 - [Digital Single] 하기 싫은 말
- 2016년 11월 7일 마마무 - Memory
- 2016년 11월 10일 마스 - [Digital Single] 별보다 빛나는[20]
- 2016년 11월 29일 코스믹 걸 - [Digital Single] Don't You Worry 'bout Me
- 2016년 11월 30일 솔라 - [Digital Single] Fall,In Girl Vol.2[21]
- 2016년 12월 29일 베이식 - [Digital Single] 그래서 그런가
- 2017년 1월 6일 마스 - Make Some Noise
- 2017년 1월 6일 브로맨스 - Romance
- 2017년 1월 15일 마마무 - 도깨비 OST Part.13
- 2017년 1월 19일 솔라 - [Digital Single] Honey Bee[22]
- 2017년 2월 1일 오브로젝트 - [Digital Single] Those Were The Days[23]
- 2017년 2월 2일 베이식 - [Digital Single] WTF 1:My Wave
- 2017년 2월 8일 마블제이 - Graduation
- 2017년 2월 11일 솔라 - [Digital Single] 솔라감성 Part.4
- 2017년 2월 20일 먼데이 키즈 - [Digital Single] 눈물[24]
- 2017년 3월 14일 브로맨스 - [Digtial Single] 모닝콜
- 2017년 3월 20일 베이식, 빅트레이,마블제이,B.O - [Digital Single] All Right
- 2017년 3월 24일 마마무 - 힘쎈여자 도봉순 OST Part.5
- 2017년 3월 31일 브로맨스 - 힘쎈여자 도봉순 OST Part.6
- 2017년 4월 18일 오브로젝트 - [Digital Single] 봄이라서 발매함
- 2017년 4월 28일 베이식 - 맨투맨 OST Part.2[25]
- 2017년 5월 12일 브로맨스 - 맨투맨 OST Part.4
- 2017년 5월 19일 마마무 - 맨투맨 OST Part.5
- 2017년 5월 30일 베이식 - [Digital Single] WTF 4:아는 여자
- 2017년 5월 30일 오브로젝트 - [Digital Single] 전화하지마
- 2017년 6월 4일 휘인,B.O - [Digital Single] 다라다 (DA RA DA)[26]
- 2017년 6월 22일 마마무 - Purple
- 2017년 6월 29일 베이식 - [Digital Single] WTF 5:Real Life
- 2017년 6월 30일 오브로젝트 - [Digital Single] 너 예뻐서 발매함
- 2017년 7월 4일 마블제이 - [Digital Single] RESPECT (리스펙트) by 베이식
- 2017년 7월 5일 베이식 - [Digital Single] 조영수 All Star - 케이시,베이식[27]
- 2017년 7월 17일 빅트레이 - [Digital Single] OOH WEE
- 2017년 7월 28일 오브로젝트 - [Digital Single] Dear Love
- 2017년 8월 2일 마블제이 - [Digital Single] 할래말래
- 2017년 8월 13일 코스믹 걸 - [Digital Single] I'm OK
- 2017년 8월 30일 오브로젝트 - [Digital Single] Sorry
- 2017년 9월 8일 먼데이 키즈 - [Digital Single] 누군가를 떠나 보낸다는 건
- 2017년 9월 27일 오브로젝트 - [Digital Single] Coffee
- 2017년 10월 6일 휘인 - Yellow OST Part.1
- 2017년 10월 13일 마스 - [Digital Single] THE UNI+ 마이턴 (My Turn)[28]
- 2017년 10월 17일 솔라 - [Digital Single] 솔라감성 Part.5
- 2017년 10월 20일 마스 - [Digital Single] THE UNI+ 빛 (Last One)[29]
- 2017년 10월 24일 먼데이 키즈 - [Digital Single] 가을 안부
- 2017년 10월 27일 오브로젝트 - [Digital Single] 연애의 온도
- 2017년 10월 29일 브로맨스, 김영서, 김성은, 서지흔, 이예솔, 장은성, 조유리, 이재준, 김영조, 이건민 - [Digital Single] 믹스나인 Part.1
- 2017년 11월 9일 마마무 - [Digital Single] Taste The Feeling
- 2017년 11월 19일 브로맨스,김영서,김성은,서지흔,이예솔,장은성,조유리,김영조,이건민,이재준 - [Digital Single] 믹스나인 Part.3
- 2017년 11월 20일 베이식 - [Digital Single] STARTER
- 2017년 11월 21일 먼데이 키즈 - [Digital Single] 이별선물[30]
- 2017년 11월 28일 오브로젝트 - [Digital Single] 그러지 말걸
- 2017년 12월 8일 양파 - [Digital Single] 끌림
- 2017년 12월 8일 솔라 - [Digital Single] 짬에서 나오는 바이브[31]
- 2017년 12월 26일 박장현 - 막돼먹은 영애씨 시즌 16 OST Part.8
- 2017년 12월 29일 오브로젝트 - [Digital Single] Mirror
- 2018년 1월 4일 마마무 - [Digital Single] 칠해줘
- 2018년 1월 7일 먼데이 키즈 - 애간장 OST Part.1
- 2018년 1월 9일 베이식 - [Digital Single] SM58
- 2018년 1월 14일 동명 - [Digital Single] THE UNI+ B STEP 1
- 2018년 1월 14일 김영조,이건민 - [Digital Single] 믹스나인 Part.5
- 2018년 1월 17일 브로맨스 - [Digital Single] 꽃
- 2018년 1월 18일 B.O - Comfort
- 2018년 1월 26일 오브로젝트 - [Digital Single] 졸업
- 2018년 2월 10일 동명 - [Digital Single] THE UNI+ FINAL
- 2018년 2월 13일 먼데이 키즈 - [Digital Single] 015B Anthology Part.6[32]
- 2018년 2월 21일 브로맨스 - [Digital Single] 별
- 2018년 2월 23일 오브로젝트 - [Digital Single] 애매해
- 2018년 2월 27일 마블제이 - Blue Marvel
- 2018년 3월 5일 마마무 - [Digital Single] 투유 프로젝트 - 슈가맨2 Part.7[33]
- 2018년 3월 7일 마마무 - Yellow Flower
- 2018년 3월 9일 먼데이 키즈 - [Digital Single] 추억 한 잔[34]
- 2018년 3월 30일 마마무 - [Digital Single] 매일봐요
- 2018년 4월 5일 베이식 - [Digital Single] Foundation Vol.4
- 2018년 4월 6일 브로맨스 - [Digital Single] 오 나의 계절
- 2018년 4월 17일 휘인 - [Digital Single] Magnolia
- 2018년 4월 21일 화사 - [Digital Single] 건반 위의 하이에나 Part.4[35]
- 2018년 4월 24일 솔라 - [Digital Single] 솔라감성 Part.6
- 2018년 5월 9일 마마무 - Suits OST Part.3
- 2018년 5월 10일 나고은, 박지은 - [Digital Single] 내꺼야 (Pick Me)[36]
- 2018년 5월 23일 문별 - SELFISH
- 2018년 5월 23일 브로맨스 - Suits OST Part.5
- 2018년 6월 19일 오브로젝트 - [Digital Single] 비를 좋아하는 너에게
- 2018년 6월 25일 윤닭 - 검법남녀 OST Part.5[37]
- 2018년 7월 1일 마마무 - [Digital Single] 장마[38]
- 2018년 7월 11일 B.O - [Digital Single] Stay
- 2018년 7월 16일 마마무 - Red Moon
- 2018년 7월 30일 베이식 - [Digital Single] Home
- 2018년 8월 3일 브로맨스 - [Digital Single] 원초적 본능
- 2018년 8월 17일 베이식 - [Digital Single] Starter (Remix)
- 2018년 8월 24일 오브로젝트 - HALF
- 2018년 9월 27일 원위, 원어스 - [Digital Single] 데뷔하겠습니다
- 2018년 10월 3일 마마무 - [Digital Single] 데칼코마니
- 2018년 10월 5일 B.O - [Digital Single] Close Your Eyes
- 2018년 10월 13일 코스믹 걸 - [Digital Single] LIE YA
- 2018년 10월 19일 양파 - [Digital Single] The Legacy 03[32]
- 2018년 10월 27일 진주 - [Digital Single] 꽃잎
- 2018년 11월 29일 마마무 - Blue;S
- 2018년 12월 3일 오브로젝트 - [Digital Single] 별자리와 혈액형 사이32
- 2019년 1월 9일 원어스 - LIGHT US
- 2019년 1월 23일 NFB - [Digital Single] The Artist Diary Project Part.13
- 2019년 2월 13일 화사 - [Digital Single] 멍청이
- 2019년 3월 1일 브로맨스 - [Digital Single] 같은 밤 다른 느낌
- 2019년 3월 9일 화사 - [Digital Single] 유희열의 스케치북 10주년 프로젝트 : 네 번째 목소리 `유스케 X 화사`
- 2019년 3월 14일 마마무 - White Wind
- 2019년 3월 16일 화사 - [Digital Single] 유희열의 스케치북 10주년 프로젝트 : 네 번째 목소리 `유스케 X 화사`
- 2019년 3월 23일 화사 - [Digital Single] 유희열의 스케치북 10주년 프로젝트 : 네 번째 목소리 `유스케 X 화사`
- 2019년 4월 4일 나고은 - 빙의 OST Part.5
- 2019년 4월 24일 진주 - 빙의 OST Part.9
- 2019년 4월 26일 박장현 - 막돼먹은 영애씨 시즌 17 OST Part.22
- 2019년 5월 13일 원위 - [Digital Single] 1/4
- 2019년 5월 24일 화사, 휘인 - Fe`s 10th - Preview[39]
- 2019년 5월 29일 원어스 - RAISE US
- 2019년 6월 8일 진주 - [Digital Single] 모든 날이 다 너였다
- 2019년 6월 11일 호연주 - [Digital Single] 행복을 찾아서
- 2019년 6월 18일 런치박스 - [Digital Single] 내 맘 같지 않네요
- 2019년 6월 27일 브로맨스 - [Digital Single] 내게 기대어도 돼
- 2019년 7월 1일 김유나 - [Digital Single] 여름밤은 무르익고
- 2019년 7월 2일 런치박스 - [Digital Single] 밤 한 모금
- 2019년 7월 4일 마마무 - 검색어를 입력하세요 WWW OST Part.5
- 2019년 7월 8일 호연주 - [Digital Single] 바람으로 그린 그림
- 2019년 7월 22일 런치박스 - [Digital Single] 우리 사이
- 2019년 7월 24일 마마무 - [Digital  Single] 다 빛이나 (Gleam)
- 2019년 8월 1일 진주 - [Digital Single] 죽지 않을 만큼만
- 2019년 8월 6일 오브로젝트 - [Digital Single] 종이비행기
- 2019년 8월 12일 NFB - [Digital Single] The Artist Diary Project Part.14
- 2019년 8월 15일 김유나 - [Digital Single] The Letters
- 2019년 8월 15일 런치박스 - [Digital Single] 둘이만
- 2019년 8월 19일 오브제 - [Digital Single] 아무 생각 없이
- 2019년 8월 20일 NFB - [Digital Single] What Am I Thinking
- 2019년 8월 21일 오연 - [Digital Single] Stay With Me
- 2019년 8월 26일 런치박스 - [Digital Single] 지나가요
- 2019년 8월 29일 원위 - [Digital Single] 2/4
- 2019년 9월 4일 휘인 - [Digital Single] Soar
- 2019년 9월 13일 마마무 - 퀸덤 Part.1[40]
- 2019년 9월 13일 오브제 - [Digital Single] 종이접기
- 2019년 9월 16일 오연 - [Digital Single] 달빛
- 2019년 9월 17일 호연주 - [Digital Single] 재회
- 2019년 9월 26일 오브로젝트 - [Digital Single] Drive
- 2019년 9월 30일 원어스 - Fly With Us
- 2019년 10월 5일 오브제 - [Digital Single] In The Moonlight
- 2019년 10월 11일 화사 - [Digital Single] 화실[41]
- 2019년 10월 13일 오연 - [Digital Single] 어떻게 지내
- 2019년 10월 18일 마마무 - 퀸덤 <팬도라의 상자> Part. 1 [42]
- 2019년 10월 19일 호연주 - [Digital Single] 떠나네
- 2019년 10월 20일 김유나 - [Digital Single] 좋아한다는 말
- 2019년 10월 22일 런치박스 - [Digital Single] 봐
- 2019년 10월 25일 마마무 - [Digital Single] 우린 결국 다시 만날 운명이었지[43]
- 2019년 11월 7일 오연 - 달리는 조사관 OST Part.9
- 2019년 11월 14일 마마무 - reality in BLACK
- 2019년 11월 16일 오브제 - [Digital Single] 달과 함께 걸어요
- 2019년 11월 23일 오연 - [Digital Single] 괜찮은 척
- 2019년 11월 27일 김유나 - [Digital Single] WBWY
- 2019년 12월 8일 오브로젝트 - [Digital Single] Happy
- 2019년 12월 15일 브로맨스 - [Digital Single] 치료가 필요한 사람
- 2019년 12월 18일 원어스 - [Japan Digital Single] 808
- 2019년 12월 21일 김유나 - [Digital Single] Christmas For You
- 2019년 12월 22일 오브제 - [Digital Single] 어서와요, 크리스마스

## 2020년대
- 2020년 1월 16일 솔라 - [Digital Single] 이 노랜 꽤 오래된 거야[27]
- 2020년 1월 25일 오연 - [Digital Single] 하고 싶은 말
- 2020년 1월 28일 마마무 - 낭만닥터 김사부 2 OST Part.6
- 2020년 2월 4일 문별 - [Digital Single] 낯선 날[44]
- 2020년 2월 14일 문별 - Dark Side of the Moon
- 2020년 2월 18일 황성진 - [Digital Single] 황성진 프로젝트 Secondary Words Vol.1
- 2020년 2월 15일 오브로젝트 - [Digital Single] 두고 온 게 있어
- 2020년 2월 23일 런치박스 - [Digital Single] 예쁘다
- 2020년 3월 10일 런치박스 - [Digital Single] 다시 봄이
- 2020년 3월 12일 황성진 - [Digital Single] 황성진 프로젝트 Secondary Words Vol.2
- 2020년 3월 20일 진주 - [Digital Single] 사랑의 끝은 항상 아프죠
- 2020년 3월 24일 원어스 - [Digital Single] IN ITS TIME
- 2020년 4월 2일 원위 - [Digital Single] 3/4(화사)
- 2020년 4월 11일 오브제 - [Digital Single] 지구가 멈춰버렸으면
- 2020년 4월 19일 화사 - 더 킹 : 영원의 군주 OST Part.2
- 2020년 4월 23일 솔라 - [Digital Single] SPIT IT OUT
- 2020년 4월 26일 런치박스 - [Digital Single] 다 준 것뿐인데
- 2020년 5월 1일 휘인 - 슬기로운 의사생활 OST Part.8
- 2020년 5월 3일 오연 - 연애의 참견 시즌 3 OST Part.10
- 2020년 5월 14일 황성진 - [Digital Single] 황성진 프로젝트 Secondary words Vol.4
- 2020년 5월 22일 원어스 - [Digital Single] 로드 투 킹덤 <왕의 노래> Part.2
- 2020년 5월 24일 김유나 - [Digital Single] 이젠 내가 너의 위로가 아니니
- 2020년 5월 26일 원위 - ONE
- 2020년 5월 29일 문별 - 門OON : Repackage
- 2020년 6월 5일 원어스 - [Digital Single] 로드 투 킹덤 <너의 노래> Part.1
- 2020년 6월 11일 황성진 - [Digital Single] 황성진 프로젝트 Secondary words Vol.5
- 2020년 6월 12일 원어스 - [Digital Single] 컴백홈[45]
- 2020년 6월 13일 호연주 - [Digital Single] 슬로우 라이프
- 2020년 6월 20일 브로맨스 - [Digital Single] Always You
- 2020년 6월 22일 런치박스 - [Digital Single] 서프라이즈
- 2020년 6월 29일 화사 - Maria
- 2020년 8월 12일 원위 - 우리, 사랑했을까 OST Part.6
- 2020년 8월 19일 원어스 - LIVED
- 2020년 8월 29일 오연 - [Digital Single] 자판기
- 2020년 9월 10일 마마무 - [Digital Single] WANNA BE MYSELF
- 2020년 9월 20일 새벽창문 - [Digital Single] 헤어지지마
- 2020년 9월 24일 원위 - [Digital Single] 소행성 (Parting)
- 2020년 9월 28일 휘인 - 청춘기록 OST Part.4
- 2020년 10월 9일 김유나 - [Digital Single] I'm So Lonely
- 2020년 10월 15일 원위 - STUDIO WE : Recording
- 2020년 10월 10일 화사[46] - [Digital Single] Don't Touch Me[47]
- 2020년 10월 20일 마마무 - [Digital Single] 딩가딩가[48]
- 2020년 10월 29일 새벽창문 - [Digital Single] 아무렇지 않아
- 2020년 11월 3일 마마무 - TRAVEL
- 2020년 11월 25일 런치박스 - [Digital Single] 새로운 사람을 만났어
- 2020년 11월 26일 퍼플키스 -  [Digital Single] MY HEART SKIP A BEAT
- 2020년 12월 1일 원어스 - [Digital Single] 뿌셔 (BBUSYEO)
- 2020년 12월 11일 원위 - [Digital Single] MEMORY : illusion
- 2020년 12월 24일 솔라 - 런 온 OST Part.3
- 2020년 12월 16일 마마무 - [Digital Single] [Vol.79] 유희열의 스케치북 : 쉰 번째 목소리 '유스케 X 이적, 유희열, 윤종신, 10 cm, 잔나비, 마마무, 정승환'[49]
- 2020년 12월 29일 런치박스 - [Digital Single] 있을게
- 2020년 12월 29일 새벽창문 - [Digital Single] 마음을 둘 곳이 없구나
- 2021년 1월 19일 원어스 - DEVIL
- 2021년 1월 29일 화사 - [Digital Single] Play With Life
- 2021년 2월 3일 마마무 - [Japan] TRAVEL -Japan Edition-
- 2021년 2월 3일 퍼플키스 -  [Digital Single] Can We Talk Again
- 2021년 2월 11일 새벽창문 - [Digital Single] 누구보다 뜨거웠던 우리
- 2021년 2월 21일 진주 - 오!삼광빌라! OST Part.20
- 2021년 3월 6일 박장현 - 오!삼광빌라! OST Part.23
- 2021년 3월 14일 솔라 - 빈센조 OST Part.3
- 2021년 3월 15일 퍼플키스 - INTO VIOLET
- 2021년 3월 24일 원어스 - [Japan Digital Single] No diggity
- 2021년 4월 13일 휘인 - Redd
- 2021년 5월 11일 원어스 - BINARY CODE
- 2021년 5월 17일 런치박스 - [Digital Single] 너랑 손잡고
- 2021년 5월 18일 RB-INJ - The World of K-pop Strings Op.1
- 2021년 5월 21일 새벽창문 - [Digital Single] 낯선 하루
- 2021년 5월 24일 퍼플키스 - [Digital Single] LULUPOP PROJECT 'FIND YOU'[50]
- 2021년 5월 31일 브로맨스 - [Digital Single] 너만 없는 하루
- 2021년 6월 2일 마마무 - WAW
- 2021년 6월 16일 원위 - Planet Nine : Alter Ego
- 2021년 6월 21일 런치박스 - [Digital Single] 널 위해 준비했어
- 2021년 7월 28일 솔라,문별 - [Digital Single] REVIBE Vol.1 Promise U
- 2021년 8월 3일 화사 - [Digital Single] I Can't Make You Love Me[51]
- 2021년 8월 5일 원어스 - [Digital Single] ONEUS THEATRE : Shut Up 받고 Crazy Hot!
- 2021년 8월 25일 원어스 - [Japan Digital Single] BLACK MIRROR
- 2021년 9월 3일 원어스 - [Digital Single] ONEUS THEATRE : Life is Beautiful
- 2021년 9월 6일 솔라 - 홍천기 OST Part.2
- 2021년 9월 8일 퍼플키스 - HIDE & SEEK
- 2021년 9월 15일 마마무 - I SAY MAMAMOO : THE BEST
- 2021년 9월 22일 새벽창문 - [Digital Single] 우리가 왜 헤어져
- 2021년 9월 29일 마마무 - [Japan] WAW -Japan Edition-
- 2021년 9월 30일 런치박스 - [Digital Single] 밤이 좋아서
- 2021년 10월 2일 솔라 - [Digital Single] [Vol.111] 유희열의 스케치북 : 일흔 세번째 목소리 '유스케 X 솔라 (마마무)'
- 2021년 10월 7일 문별 - 한양다이어리 OST Part.1[52]
- 2021년 10월 9일 마마무 - [Digital Single] [Vol.112] 유희열의 스케치북 : 일흔 세번째 목소리 '유스케 X 솔라 (마마무)'
- 2021년 11월 9일 브로맨스 - 연모 OST Part.5
- 2021년 11월 9일 원어스 - BLOOD MOON
- 2021년 11월 10일 칼레파 - GO칼레파
- 2021년 11월 16일 브로맨스 - 연모 OST Part.6[53]
- 2021년 11월 23일 원위 - [Digital Single] 별 (STAR)
- 2021년 11월 24일 나고은 - 학교 2021 OST Part.1
- 2021년 11월 24일 화사 - [Digital Single] Guilty Pleasure
- 2021년 12월 7일 원위 - STUDIO WE : Recording #2
- 2021년 12월 13일 문별 - [Digital Single] G999[54]
- 2021년 12월 16일 수안 - 학교 2021 OST Part.6
- 2021년 12월 18일 퍼플키스 - [Digital Single] My My
- 2021년 12월 21일 원위,원어스 - [Digital Single] STAY
- 2021년 12월 22일 문별 - [Digital Single] CHEMISTRY
- 2021년 12월 22일 솔라 - 학교 2021 OST Part.7
- 2021년 12월 30일 문별 - [Digital Single] 머리에서 발끝까지[55]
- 2022년 1월 4일 원위 - Planet Nine : VOYAGER
- 2022년 1월 4일 솔라,문별 - [Digital Single] 스트릿댄스 걸스 파이터 (SGF) Special[56]
- 2022년 1월 19일 문별 - 6equence
- 2022년 2월 25일 런치박스 - [Digital Single] 꽃 (Flower Jar)
- 2022년 3월 16일 솔라 - 容 : FACE
- 2022년 3월 23일 마마무 - [Japan] I SAY MAMAMOO : THE BEST - Japan Edition -
- 2022년 3월 28일 문별 - [Digital Single] 서툰 이별을 하려 해
- 2022년 3월 29일 퍼플키스 - memeM
- 2022년 4월 7일 솔라 - 킬힐 OST Part.4
- 2022년 4월 28일 문별 - [Digital Single] C.I.T.T (Cheese in the Trap)
- 2022년 5월 17일 원어스 - TRICKSTER
- 2022년 5월 20일 원위 - [Digital Single] 시간을 담은 작은 방
- 2022년 5월 25일 박장현 - 너에게 가는 속도 493km OST Part.10
- 2022년 5월 31일 런치박스 - [Digital Single] 멀어져 가
- 2022년 6월 1일 용훈 - 너에게 가는 속도 493km OST Part.12
- 2022년 6월 7일 박현규 - [Digital Single] 여기까지 해요
- 2022년 6월 7일 새벽창문 - [Digital Single] 우리가 헤어졌다는 걸
- 2022년 7월 21일 새벽창문 - [Digital Single] 아직 널 사랑해
- 2022년 7월 25일 퍼플키스 - Geekyland
- 2022년 7월 29일 박현규 - [Digital Single] Why Not[57]
- 2022년 8월 10일 새벽창문 - [Digital Single] 두 번 다시 사랑할 수 없겠지
- 2022년 8월 13일 솔라 - Listen-Up(리슨업) EP.3[58]
- 2022년 8월 30일 마마무+ - [Digital Single] BETTER
- 2022년 9월 5일 원어스 - MALUS
- 2022년 9월 14일 문별 - [Digital Single] 〈두 번째 세계〉 Episode 3[59]
- 2022년 9월 21일 문별 - [Digital Single] 〈두 번째 세계〉 Episode 4[60]
- 2022년 9월 30일 박현규 - [Digital Single] 오늘 같은 밤
- 2022년 10월 4일 원위 - [Digital Single] 기어이 또
- 2022년 10월 11일 마마무 - Mic On
- 2022년 10월 12일 문별 - [Digital Single] 〈두 번째 세계〉 Episode 6[61]
- 2022년 10월 20일 솔라 - [Digital Single] 사랑 후에[62]
- 2022년 10월 26일 새벽창문 - [Digital Single] 미안하고 미안해
- 2022년 11월 9일 문별 - 〈두 번째 세계〉 FINAL[63]
- 2022년 12월 8일 화사 - [Digital Single] [화사쇼 Vol.1] 화사한 밤 (just talking to myself)
- 2022년 12월 20일 화사 - [Digital Single] [화사쇼 Vol.2] Grey Christmas
- 2022년 12월 22일 문별 - [Digital Single] The Present
- 2022년 12월 28일 솔라 - [Digital Single] Paradise [WET! Official Theme][64]
- 2023년 1월 21일 박장현 - [Digital Single] 국가가 부른다 Part.42
- 2023년 1월 25일 런치박스 - [Digital Single] 스르륵 겨울
- 2023년 1월 28일 원위 - GRAVITY
- 2023년 2월 9일 박장현 - 우리의 디데이 OST Part.4
- 2023년 2월 15일 퍼플키스 - Cabin Fever
- 2023년 2월 19일 마마무 - [Digital Single] [화사쇼 Vol.3] MMM Simile
- 2023년 2월 21일 새벽창문 - [Digital Single] 너와 함께라서 정말 좋았는데
- 2023년 3월 3일 브로맨스 - [Digital Single] 아직 헤어지지 못했어
- 2023년 3월 4일 박장현 - 삼남매가 용감하게 OST Part.14
- 2023년 3월 12일 솔라 - 판도라 : 조작된 낙원 OST Part.1
- 2023년 3월 21일 마마무+ - [Digital Single] 나쁜놈[65]
- 2023년 3월 29일 마마무+ - [Digital Single] Act 1, Scene 1
- 2023년 4월 8일 수안 - 신성한, 이혼 OST Part.6
- 2023년 4월 9일 박현규 - [Digital Single] 내 마음대로 되는 일 하나 없어
- 2023년 4월 11일 마마무+ - 더 퀸즈 OST Part.4
- 2023년 4월 12일 데이비드 용 - [Digital Single] 아마도 우린
- 2023년 4월 20일 기욱 - Psycho Xybernetics:Turn Over
- 2023년 5월 8일 원어스 - Pygmalion
- 2023년 5월 12일 박장현 - 결혼과 이혼 사이 2 OST Part.1[66]
- 2023년 6월 18일 박현규 - [Digital Single] 그리워 나온 한숨이
- 2023년 7월 2일 수안 - [Digital Single] Twenty (Prod. 정키)
- 2023년 7월 18일 마마무+ - [Digital Single] 지구에 혼자 남게 된다면[67]
- 2023년 7월 30일 브로맨스 - [Digital Single] 스쳐간다
- 2023년 8월 3일 마마무+ - TWO RABBITS
- 2023년 8월 10일 데이비드 용 - [Digital Single] 드리핑
- 2023년 8월 21일 수안 - 순정복서 OST Part.1
- 2023년 8월 29일 원위 - XOXO
- 2023년 9월 5일 퍼플키스 - [Digital Single] FESTA
- 2023년 9월 23일 솔라 - 7인의 탈출 OST Part.1
- 2023년 9월 26일 원어스 - La Dolce Vita
- 2023년 10월 8일 런치박스 - [Digital Single] 잊으라 하네
- 2023년 10월 14일 박현규 - [Digital Single] 결혼해줘
- 2023년 10월 28일 문별 - 힘쎈여자 강남순 OST Part.4
- 2023년 11월 15일 기욱 - 現像:소년의 파란
- 2023년 11월 23일 나고은 - [Digital Single] By Your Side
- 2023년 11월 26일 황성진 - [Digital Single] 황성진 프로젝트 Secondary words Vol.6
- 2023년 11월 30일 솔라 - [Digital Single] 데칼코마니 (베일드뮤지션 X 솔라 (마마무) with 장위동)
- 2023년 12월 2일 휘나 - 煇囉
- 2023년 12월 11일 런치박스 - [Digital Single] 데워 줘
- 2023년 12월 30일 이우찬 - 사계절
- 2024년 1월 13일 수안 - 나의 해피엔드 OST Part.3
- 2024년 1월 18일 솔라 - [Digital Single] 솔라감성 Part.7
- 2024년 2월 1일 브로맨스 - [Digital Single] 안녕 (Hello)
- 2024년 2월 20일 문별 - Starlit of Muse
- 2024년 3월 19일 퍼플키스 - BXX
- 2024년 4월 7일 브로맨스 - [Digital Single] 헤어지면 생각나는 노래
- 2024년 4월 17일 원위 - Planet Nine : ISOTROPY
- 2024년 4월 30일 솔라 - COLOURS
- 2024년 5월 1일 서호,이도 - 비밀은 없어 OST Part.1
- 2024년 5월 3일 브로맨스 - [Digital Single] 오늘 걷기엔 딱 좋겠다
- 2024년 5월 22일 원어스 - [Digital Single] Now
- 2024년 7월 6일 브로맨스 - [Digital Single] 여우비
- 2024년 7월 19일 브로맨스 - [Digital Single] 괜찮은 척하지만
- 2024년 8월 21일 문별 - Starlit of Twinkle
- 2024년 8월 29일 브로맨스 - [Digital Single] 그거면 됐다
- 2024년 9월 4일 원위 - [Digital Single] OFF ROAD
- 2024년 9월 9일 NXD - [Digital Single] JUMP
- 2024년 10월 7일 런치박스 - [Digital Single] 우리는 묘하게
- 2024년 10월 17일 원어스 - [Digital Single] 로드 투 킹덤 : ACE OF ACE <IDENTITY> Part.2[68]
- 2024년 10월 18일 시온 - UUU (CJ ENM 웹드라마) OST[69]
- 2024년 10월 22일 퍼플키스 - HEADWAY
- 2024년 10월 25일 원어스 - 로드 투 킹덤 : ACE OF ACE <NO LIMIT> ACE BATTLE[70]
- 2024년 10월 29일 솔라 - 솔라감성 Part.8
- 2024년 11월 1일 원어스 - 로드 투 킹덤 : ACE OF ACE <FINAL>[71]
- 2024년 12월 9일 원어스 - [Digital Single] 루퍼트의 눈물 (Rupert's drop)
- 2024년 12월 17일 용훈 - 로드 오브 히어로즈 OST Part.6
- 2024년 12월 23일 원위 - [Digital Single] Secret Santa
- 2025년 1월 14일 원어스 - Dear.M
- 2025년 1월 21일 마마무 - 컬러링 프로젝트 Vol.1
- 2025년 1월 26일 마마무 - 컬러링 프로젝트 Vol.2
- 2025년 2월 5일 문별 - [Japan Digital Single] Aurora
- 2025년 3월 5일 원위 - WE : Dream Chaser
- 2025년 3월 23일 서호 - [Digital Single] Hatchling
- 2025년 4월 2일 솔라 - [Digital Single] WANT
- 2025년 4월 8일 건희 - [Digital Single] I Just Want Love
- 2025년 4월 22일 이도 - [Digital Single] Sun goes down
- 2025년 4월 30일 원어스 - [Digital Single] TIME MACHINE
- 2025년 5월 6일 시온 - [Digital Single] 누구나 말하는 사랑은 아니야
- 2025년 5월 29일 환웅 - [Digital Single] RADAR
- 2025년 6월 17일 문별 - [Digital Single] ICY BBY
- 2025년 6월 30일 원어스 - 5x
- 2025년 7월 4일 솔라 - [Digital Single] Floating Free
- 2025년 7월 10일 시온 - 풋풋한 로맨스 OST Part.7[72]
- 2025년 7월 16일 퍼플키스 - [Digital Single] I Miss My...
- 2025년 7월 19일 시온 - 풋풋한 로맨스 OST Part.9
- 2025년 7월 25일 솔라 - [Digital Single] Floating Free
- 2025년 8월 5일 원위 - 남주서치 Special OST Part.3
- 2025년 8월 20일 문별 - laundri
- 2025년 8월 31일 퍼플키스 - OUR NOW
- 2025년 ?월 ?일 NXD - 미정